# Pilodeudorix zeloides
Pilodeudorix zeloides is een vlinder uit de familie van de Lycaenidae. De wetenschappelijke naam van de soort is voor het eerst gepubliceerd in 1901 door Arthur Gardiner Butler.

## Verspreiding
De soort komt voor in Congo-Kinshasa, Oeganda, Kenia, Rwanda, Burundi, Tanzania, Angola, Zambia, Malawi, Mozambique en Zimbabwe.

## Waardplanten
De rups leeft op Parinari curatellifolia (Chrysobalanaceae).